# Naissance en 1109
Naissance
- 1105
- 1106
- 1107
- 1108
- 1109
- 1110
- 1111
- 1112
- 1113

Cette page dresse une liste de personnalités nées au cours de l'année 1109 :
- 25 juillet : Alphonse Ier de Portugal, premier Roi de Portugal.
- 29 octobre : Injong, dix-septième roi de la Corée de la dynastie Goryeo.

- Abu'l-Hasan al-Hasan ibn Ali, émir des Zirides à Ifriqiya.
- Ar-Rachid, Abû Ja`far ar-Râchid bi-llah al-Mansûr ben al-Fadhl al-Mustarchid, trentième  calife abbasside de Bagdad.
- Rotrou de Warwick, évêque d'Évreux puis archevêque de Rouen.

## Crédit d'auteurs
- Cet article est partiellement ou en totalité issu de l'article intitulé « 1109 » (voir la liste des auteurs).